# Fresno de la Fuente
Fresno de la Fuente is een gemeente in de Spaanse provincie Segovia in de regio Castilië en León met een oppervlakte van 17,63 km². Fresno de la Fuente telt 87 inwoners (1 januari 2016).

## Demografische ontwikkeling
Bron: INE, 1857-2011: volkstellingen